# Peter Blegvad

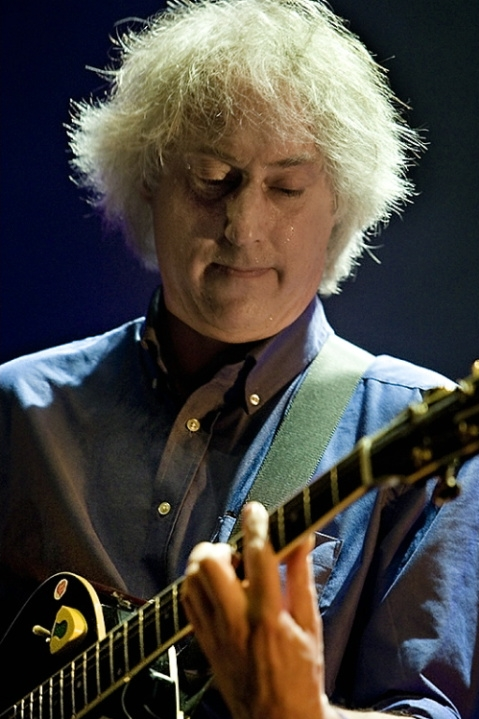
Peter Blegvad

Peter Blegvad (geb. 14 augustus 1951) is een Amerikaanse singer-songwriter en cartoonist. Hij was een van de oprichters van de avant-popband Slapp Happy en heeft verschillende soloplaten gemaakt, alsmede meegewerkt aan albums van onder meer Golden Palominos en Andy Partridge.
Blegvad is de zoon van een illustrator en een kinderboekenschrijfster. In 1972 richtte de gitarist met Anthony Moore en Dagmar Krause in Duitsland Slap Happy op, die een paar platen maakte. In 1974 ging de groep kort op in de artrock-groep Henry Cow (met onder meer Fred Frith en Chris Cutler), hetgeen twee albums opleverde, maar de samenwerking duurde niet lang en Slapp Happy ging kort daarna uit elkaar. In 1977 werkte hij met bassist John Greaves samen aan een concept-album 'Kew. Rhone', een plaat met complexe song-structuren die elementen bevatte van minimalisme, avant-garde-jazz en progressieve rock. Aan de plaat deden verschillende vooruitstrevende jazz-musici uit New York mee, zoals Michael Mantler en Carla Bley. Blegvad zorgde voor de teksten. In de jaren tachtig maakte hij verschillende commercieel weinig succesvolle platen. In de jaren negentig maakte hij voor The Independent een surrealistische, komische strip, 'Leviathan'. De strip verscheen in de periode 1992-1999. Blegvad publiceerde ook comics en illustraties in andere bladen. In 1995 werkte hij weer kort samen met Greaves, wat resulteerde in de plaat 'Unearthed', gesproken teksten op muziek van Greaves. In 2003 verscheen een cd met XTC-voorman Andy Partridge, met wie hij al eerder had samengewerkt. Blegvad heeft ook schrijfcursussen gegeven aan talentvolle kinderen, aan Warwick University.

## Discografie
solo
- The Naked Shakespeare, Virgin, 1983
- Knights Like This, Virgin, 1985
- Downtime, 1988, Recommended Records
- King Strut & Other Stories, Silvertone Records, 1990
- Just Woke Up, East Side Digital, 1995
- Hangman's Hill, Recommended Records, 1998
- Choices Under Pressure, Voiceprint Records, 2001

- Bibliothèque nationale de France: cb13937046r (data)
- Gemeinsame Normdatei: 134330846
- International Standard Name Identifier: 0000 0000 5514 8062
- Library of Congress Control Number: no98016808
- MusicBrainz: 643ff039-e473-4178-b523-a76a67b7cdd7
- Nationale Bibliotheek van Tsjechië: xx0021176
- Nederlandse Thesaurus van Auteursnamen: 096477032
- Système universitaire de documentation: 175070997
- Virtual International Authority File: 61735520
- WorldCat: E39PBJyMgcW8tdwRbrY69HD6rq